# Beautiful (Eminem)
Beautiful è un singolo del rapper statunitense Eminem, pubblicato l'11 agosto 2009 come quinto estratto dal sesto album in studio Relapse.
Il 28 febbraio 2018, la RIAA lo certifica singolo di multiplatino, avendo venduto oltre tre milioni di copie nel mercato statunitense.
Secondo la rivista Rolling Stone è "la miglior roba che Eminem ha fatto uscire dopo Lose Yourself".

## Video
Il video è stato girato a Detroit e racconta all'inizio di come la città nel 1950 possedesse il maggior numero di fabbriche. Di seguito, il video mostra il rapper che si esibisce prima dentro la stazione abbandonata di Detroit (considerata un tempo la più alta stazione del mondo); poi in un cantiere e poi al centrocampo di uno stadio in demolizione insieme ad alcuni piccoli giocatori di baseball. Quando invece viene riprodotto il brano "Reaching Out" cantato da Paul Rodgers, il clip mostra le famiglie dei ghetti neri, che però non sono tristi della loro vita e non vogliono rendersi ipocriti per sentirsi economicamente migliori (quest'ultimo è proprio il vero tema della canzone, che parla principalmente dello "scambiarsi i ruoli" e di "sentire il dolore che ci accomuna"). Oltretutto, il video è stato registrato unicamente per l'introduzione, il prologo, i due primi versi e ritornelli della canzone, mentre sono stati saltati il terzo verso e il ritornello finale.
Il video ha ottenuto la certificazione Vevo.